# That Sounds Good to Me
That Sounds Good to Me é uma canção que foi seleccionada para representar o Reino Unido no Festival Eurovisão da Canção 2010, na Noruega.